# Schamir (Salomo)

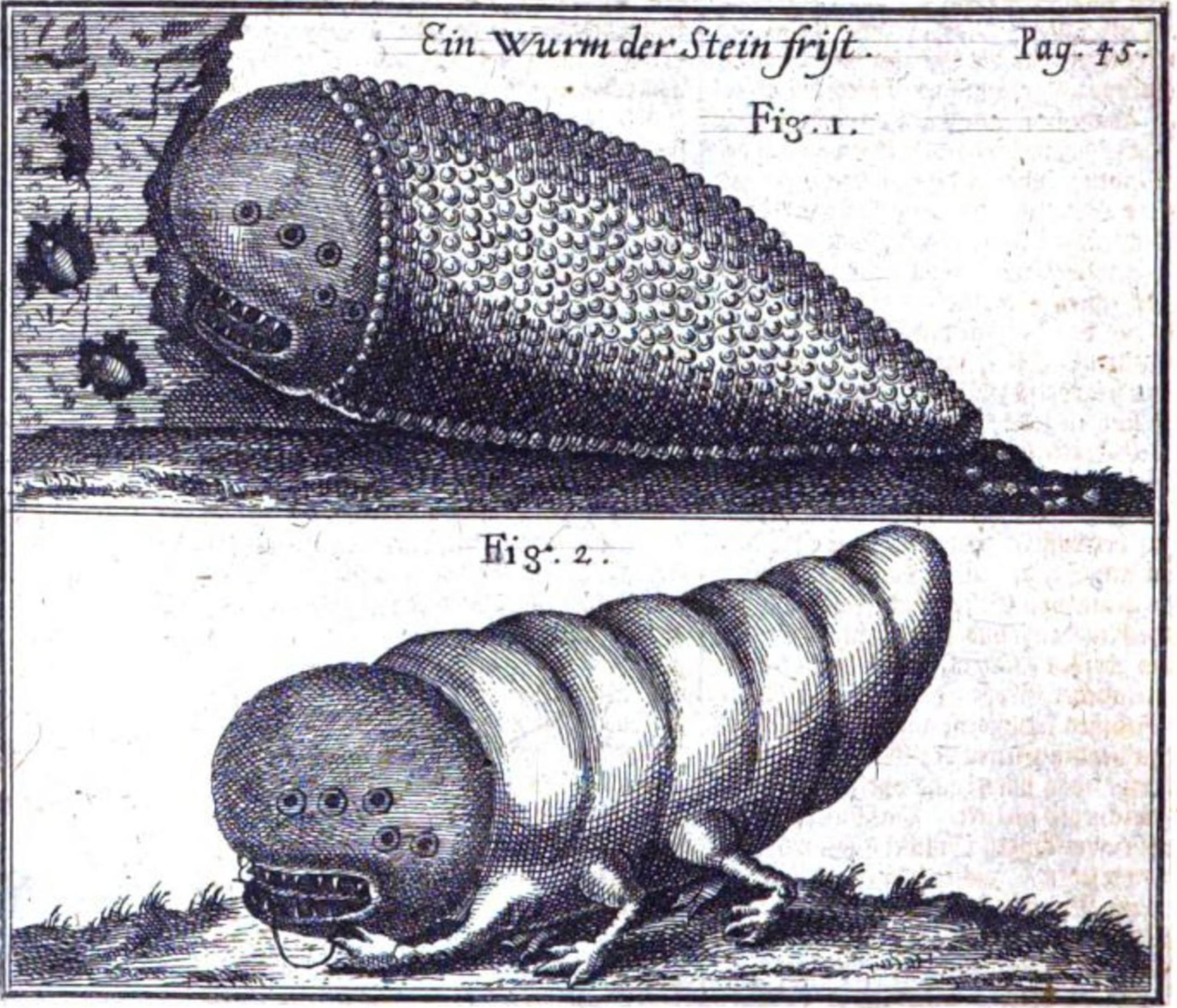
„Ein Wurm der Stein frisst“; der Schamir nach der mittelalterlichen Vorstellung als Wurm (Eberhard Werner Happel, 1707)

In der Mischna und Tosefta ist der Schamir (hebräisch שָׁמִיר šāmīr, für „ein Dorn“ oder kollektiv „Dornen“) eine nicht weiter charakterisierte Entität, die die Fähigkeit besitzt, das härteste Material zu spalten sowie Gestein zu brechen. Im Talmud erscheint der Schamir als Lösung für das Problem, den Jerusalemer Tempel gemäß Gottes Wunsch ohne den Einsatz von Eisenwerkzeugen zu errichten. Der Überlieferung nach gelangte Salomon durch den „Steinbrecher“ – den Wiedehopf – an das Geheimnis, wie sich Gestein spalten lässt. Die genaue Natur des Schamir ist nicht zweifelsfrei geklärt: Einige Auslegungen sehen darin ein Kraut, das gelegentlich als Steinbrech identifiziert wird, andere vermuten dahinter Wurmblut. Nach Chronikern des Mittelalters sollen die Steine des Jerusalemer Tempels mit einer Substanz bestrichen worden seien, wodurch sie sich spalteten.
Die Erzählung vom Schamir ist eng mit der Geschichte vom „versperrten Nest“ verknüpft. Laut der Folklore soll ein Vogel – oft als oft als Specht oder Wiedehopf beschrieben – ein „Werkzeug“ verwendet haben, um seine Nester in Felsen zu bauen oder seine Jungen zu befreien, wenn der Zugang zum Nest versperrt war. Hellenistische und römische Quellen, darunter die Kyraniden, Trebius Niger, Plinius der Ältere und Claudius Aelianus, ebenso wie der Midrasch Levitikus Rabba, identifizieren dieses „Werkzeug“ als ein Kraut oder den Saft einer Pflanze. Spätere Quellen hingegen sprechen von einem Wurm, von Wurmblut oder einem Gemisch aus Wurmblut und Pflanzensaft. Die Erzählung, dass Vögel mithilfe einer bestimmten Pflanze ihre versperrten Nester wieder öffnen, zirkuliert mindestens seit hellenistischer Zeit und war in lateinischer, hebräischer, griechischer und vermutlich auch arabischer Sprache verbreitet. In den Kyraniden wird berichtet, dass die vom Specht verwendete Pflanze die Fähigkeit besaß, Lehm, Holz und Gestein aufzulösen.
Laut der Bibel scheint der Schamir kein Lebewesen zu sein. Im Talmud wird nirgends angedeutet beim Schamir handle es sich um ein Lebewesen oder Mineral. Die Vorstellung vom Schamir als kleines Lebewesen oder Wurm kam im Mittelalter auf. Der Schamir soll nach den mittelalterlichen Legenden die Fähigkeit gehabt haben, beim „Erblicken“ oder beim „Gleiten über die Oberfläche“ Steine zu entzweien.
Jakob Reifmann (Historiker der altjüdischen Literatur) erklärt 1861, dass es sich beim Schamir um eine Pflanze handle und beruft sich dabei auf die alttestamentliche Schrift Kohelet und den Midrasch Levitikus Rabba.
Die Schamir-Sage ist eng mit der Sage von der Springwurzel verbunden und weist neben der Verbindung zu Steinbrech auch Verbindungen zu Christusdorn auf. Möglicherweise bezieht sich auch die Bezeichnung „Salomonssiegel“ auf die Schamir-Sage.

## Etymologie
Schamir taucht in vielen Passagen der Bibel nur in Kombination mit Schajit auf und wird mit Dornen und Disteln (Schamir und Schajit) übersetzt. Das Wort ist ebenso assoziiert oder möglicherweise identisch mit samûr bzw. samur, eine Bezeichnung der Araber des Jordantals und Aramäer für Christusdorn (Fam. der Euphorbiaceae). Zudem ist es verwandt mit samar („emporstarren“) auch im Sinne von emporstarrenden Stacheln und Nägeln.

## Erwähnung in der Mischna
Die älteste rabbinische Quelle, die den Schamir erwähnt ist, die Mischna, die zweimal Bezug auf den Schamir nimmt. Es wird erwähnt, dass er nach der Zerstörung des zweiten Tempels aufhörte zu existieren. Die zweite Erwähnung zählt den Schamir zu den ersten zehn Dingen, die am Vorabend des ersten Sabbats geschaffen wurden. In beiden Erwähnungen wird der Schamir nicht weiter charakterisiert.

## Eigenschaften und Aufbewahrung
In einer Passage der Tosefta werden die besonderen Eigenschaften des Schamirs im Umgang mit hartem Material sowie seine Aufbewahrung beschrieben: Er soll in Wolle gewickelt und in einer bleiernen Röhre voller Gerstenkleie aufbewahrt worden sein, da man glaubte, dass alles, was er berühre, zerbersten würde. Einige Rabbiner waren überzeugt, dass der Schamir beim Bau des salomonischen Tempels zum Schneiden der Steine verwendet wurde oder sogar unverzichtbar dafür war. Andere wiederum sahen seine Funktion in der Herstellung der Brustplatte (Choschen) des Hohepriesters. Etwa um 500 n. Chr. finden sich dieselben Vorstellungen, die bereits in der Mischna und der Tosefta überliefert wurden, auch im Babylonischen Talmud. Dort heißt es, der Schamir sei so klein wie ein Gerstenkorn.

## Anwendung

### Konstruktion des Jerusalemer Tempels

#### Bau des heiligen Tempels ohne Eisen
Nach jüdischer Folklore befahl Gott König Salomon, beim Bau des heiligen Tempels in Jerusalem kein Eisen zu verwenden, da Eisen als Werkzeug des Krieges galt. Während Salomon darüber rätselte, wie der Tempel ohne Eisen errichtet werden könne, verwies ihn der Prophet Nathan auf den Schamir, der Gestein durchschneiden könne. Einer Legende zufolge erhielt Salomon einen Hinweis von einem Albatros, der auf eine Vogelart am nördlichen See aufmerksam machte. Diese Vögel sollen ein besonderes Werkzeug verwenden, um ihre Nester in Felsen zu bauen – den Schamir. Daraufhin beauftragte König Salomon den Anführer seiner Leibwache, Benaiah Jehoiada, den Schamir aufzuspüren und nach Jerusalem zu bringen.

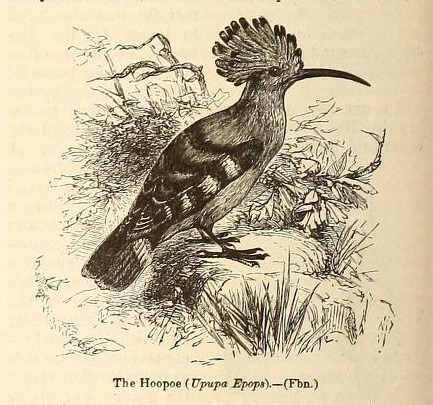
Der Wiedehopf in A comprehensive dictionary of the Bible (1871)

In einer Passage des Babylonischen Talmud wird berichtet, dass Salomon während der Errichtung des Tempels angewiesen wurde, den Schamir zu beschaffen, da er das einzige Mittel sei, um die Steine ohne Eisen zu bearbeiten. Salomon sandte seinen Diener aus, um den Schamir zu finden. Die Teilnehmer der Expedition wussten, dass der Schamir einer bestimmten Vogelart anvertraut worden war. Durch eine List gelang es ihnen, den Schamir in ihre Hände zu bekommen: Sie versperrten dem Vogel den Zugang zu seinem Nest mit einem Stück Glas. Um zu seinen Jungen zu gelangen, war der Vogel gezwungen, den Schamir einzusetzen, um das Glas zu sprengen. Als die Männer auftauchten, erschrak der Vogel und ließ den Schamir fallen. So gelangte Salomon in den Besitz des Werkzeugs, mit dem die Tempelsteine ohne Eisen bearbeitet werden konnten. Das hebräische Wort für den Vogel, der Salomon den Schamir brachte, wurde von chaldäischen Übersetzern sowie von Luther und anderen Hebraisten mit „Nagar tura“ („Berghacker“) wiedergegeben – eine Bezeichnung für den Wiedehopf. Dieser wurde aufgrund der Legende, er könne Felsen spalten, auch „Berghacker“ genannt – in Anlehnung an den „Baumhacker“, eine Bezeichnung für den Specht. Eine weitere, aus einer talmudischen Überlieferung stammende Bezeichnung für den Wiedehopf ist „Steinbrecher“.
Der Folklorist Eli Yassif sieht in der Geschichte um die Suche nach dem Schamir eine jüdische Variante eines Sagentyps, in dem ein Held – oft der jüngste Sohn des Königs – eine schwierige Aufgabe erfüllen muss, um ein heilendes Kraut oder eine Zauberpflanze zu erlangen. Im Talmud wird diese Aufgabe Benaja übertragen.
Im 1. Buch der Könige heißt es: „Beim Bau des Hauses wurden Steine verwendet, die man schon im Steinbruch fertig behauen hatte; Hämmer, Meißel und sonstige eiserne Werkzeuge waren beim Bau des Hauses nicht zu hören.“ (1. Kö 6,7 ). Der Autor des Reinfried von Braunschweig bezeichnet den beim Tempelbau verwendeten Schamir als „krût“ (Kraut).  Anstatt die Stille auf die bereits im Steinbruch bearbeiteten Steine zurückzuführen, wie es die Bibel tut, erklärt dieser Text, dass die Steine durch das Krauts miteinander verbunden wurden. Rudolf von Ems beschreibt in seiner Weltchronik, dass die Tempelsteine mit einer Mischung aus Wurmblut und dem Saft eines Krauts bestrichen wurden, wodurch sie sich von selbst spalteten. Da er den „Tamur“ (Schamir) hier sowohl mit einem Wurm als auch mit einer Pflanze in Verbindung bringt, ist dem Text eine eindeutige Zuordnung (Tier oder Pflanze) nicht zu entnehmen. Jans der Enikel berichtet in seiner Weltchronik, dass Salomon dazu aufrief, Schamir-Exemplare aufzusuchen und nach Jerusalem zu bringen. Zahlreiche Menschen brachten daraufhin Exemplare, die Salomon zerschneiden ließ, um das Wurmblut in Gefäße abzufüllen. Mit Federn wurde dieses Wurmblut dann auf die Tempelsteine aufgetragen, sodass sie sich spalteten. Die Septuaginta überliefert, dass der salomonische Tempel aus unbehauenen Steinen bestand, die sich in ihrem natürlichen Zustand befanden. Salomons besondere Fähigkeit habe darin bestanden, diese unbearbeiteten Steine harmonisch zusammenzufügen. Flavius Josephus berichtet ebenfalls, dass die Steine auf eine harmonische Art ineinanderpassten.

#### Geschichte des „versperrten Nests“
Die Geschichte vom „versperrten Nest“ kursiert bereits seit mindestens hellenistischer Zeit. Plinius der Ältere berichtet, dass Spechte ein bestimmtes Kraut verwenden, um den Zugang zu ihrem Nest freizulegen, wenn es versperrt wurde. Diese Erzählung geht auf eine noch ältere Quelle zurück – den römischen Schriftsteller Trebius Niger. Auch Claudius Aelianus erzählt in seinem Werk De natura animalium eine ähnliche Geschichte: Ein Wiedehopf soll eine vor seinem Nest platzierte Barriere mithilfe eines speziellen Krauts aufgelöst haben, um seine Jungen zu befreien. In einer weiteren Passage beschreibt er ein vergleichbares Verhalten beim Specht. Der Midrasch Levitikus Rabba berichtet, dass Rabbiner Simeon ben Halafta (2. Jahrhundert v. Chr.) im Garten seines Hauses das Nest eines Wiedehopfs zunagelte. Der Wiedehopf soll daraufhin ein Kraut herbeigebracht haben, mit dem er die Barriere auflöste. Auch Konrad von Megenberg berichtet, dass der „Bömheckel“ (Baumhacker, heute Specht) ein versperrtes Nest mithilfe eines Krauts – der sogenannten Springwurzel oder Baumhäckelkraut – wieder öffnen konnte. Jacob Grimm und Adalbert Kuhn stellen diese Geschichte in Zusammenhang mit dem Schamir. Grimm vermutet, dass es sich bei dem beschriebenen Kraut um Euphorbia lathyris handelt – die sogenannte Spechtwurzel, eine Pflanze aus der Familie der Wolfsmilchgewächse (Euphorbiaceae). In Schweden wird der Weißwurz, auch „Salomonssiegel“ genannt (siehe Vielblütige Weißwurz#Mythologie), ebenfalls als „sprängört“ („Sprengkraut“) bezeichnet.

### Bau eines Altars ohne Eisen
Sabine Baring-Gould stellt die Errichtung eines Altars ohne Eisen mit dem Schamir in Verbindung: Am Berg Sinai, bei dem Moses die Gebote erhielt, wurde er von Gott gebeten ein Altar zu errichten unter der Voraussetzung, dass kein Eisen verwendet werde: „Wenn du mir einen Altar aus Steinen machst, so sollst du ihn nicht aus behauenen Quadern bauen. Du entweihst ihn, wenn du mit einem Meißel daran arbeitest.“ (Ex 20,25 ) Eine ähnliche Aussage findet sich in Dtn 27,6 . Einen Altar ohne Eisen habe dann Josua errichtet: „[…] einen Altar aus unbehauenen Steinen, die kein eisernes Werkzeug berührt hatte.“ (Jos 8,31 ). Die Mischna gibt den Grund an, warum auf Eisen verzichtet werden soll. Eisen werde benutzt um Leben zu verkürzen und der Altar um leben zu verlängern.

### Freilegen von Schätzen
Claudius Aelianus berichtet in seiner Erzählung vom „versperrten Nest“, dass ein Mann, nachdem er von der Kraft des Krauts erfahren hatte, es verwendete, um damit verborgene Schätze freizulegen. Rabbiner Simeon ben Halafta hingegen soll, aus Sorge, Diebe könnten sich dieses Wissen ebenfalls aneignen und es für ihre Zwecke missbrauchen, das Geheimnis um das Kraut geheim gehalten haben.
Laut der Encyclopaedia of Religion and Ethics existieren in mittelalterlichen Sagen bestimmte Pflanzen, denen die Fähigkeit zugeschrieben wird, Schlösser zu öffnen oder Steintüren in Bergen aufspringen zu lassen, um so den Zugang zu verborgenen Schätzen freizugeben. Diese magische Eigenschaft wird insbesondere der Springwurzel und der Schlüsselblume zugeschrieben – Pflanzen, die man nach dem Volksglauben von einem Specht erhält, dessen Nest verschlossen wurde, sodass er gezwungen war, das Kraut einzusetzen, um den Eingang freizulegen. Diese Pflanzen seien später von Schatzsuchern genutzt worden und entsprächen dem Schamir aus den rabbinischen Legenden. Ein ähnlicher Glaube findet sich auch im deutschen Volksglauben: Dort heißt es, dass an der Stelle, an der ein Regenbogen die Erde berührt, ein goldener Schlüssel vom Himmel fällt, mit dem sich verborgene Schätze freilegen lassen. Aus dieser Vorstellung könnte sich der Name „Schlüsselblume“ ableiten. Auch in der Erzählung  Ali Baba und die vierzig Räuber wird die Öffnung einer Steintür mit Hilfe eines Krauts (Sesam) beschrieben („Sesam, öffne dich!“). Rudolf Baumbach dichtet in Bezug auf die Sage von der Springwurzel, die laut dem Handwörterbuch des deutschen Aberglaubens „deutliche Beziehungen“ zum Schamir aufweise:
Der Schwarzspecht ist ein Kräutermann,
Kennt manches Zauberkraut im Tann,
Das im Verborgnen sprießet.
Er hält ob einer Wurzel Wacht,
Die alle Schlösser springen macht
Und jede Tür erschließet.

## Smiris
Die Erzählung vom Schamir existiert ebenso in der klassischen Antike. Dort wird der Pflanze Steinbrech (Saxifraga von quia saxa frangit „weil sie die Felsen bricht“) nachgesagt, sie könne stärksten Stein auflösen. Auf dieselbe Pflanze nimmt Jesaja Bezug, der sie Smiris nennt. Die Bezeichnung Smiris übernahmen die alten Griechen für die stärkste bekannte Substanz, die zum Steine polieren verwendet wurde. Smiris spiegelt sich im deutschen Wort Schmirgel wider.

## Trivia
- Eine identische Erzählung findet sich in der Andenfolklore. Uralten Legenden zufolge verwendete dort ebenso eine Spechtart (Colaptes rupicola) ein lokales Kraut, um seine Nester im Felsen zu bauen. Die Inka hätten sich ebenso das Wissen um das Kraut zunutze gemacht, um Steine für ihre Tempel zu schneiden (Steinauflösungspflanze der Inka (Folklore)).